# Barbaggio
Barbaggio (Barbaghju en corso) es una  y población de Francia, en la región de Córcega, departamento de Alta Córcega, distrito de Bastia y Cantón de La Conca-d'Oro.
Su población en el censo de 1999 era de 164 habitantes.

## Demografía
| 69 | 73 | 75 | 78 | 111 | 164 |
| Para los censos de 1962 a 1999 la población legal corresponde a la población sin duplicidades (Fuente: INSEE [Consultar]) |    |    |    |     |     |